# Орах (Вргораць)
Орах (хорв. Orah) — населений пункт у Хорватії, у Сплітсько-Далматинській жупанії у складі міста Вргораць.

## Населення
Населення за даними перепису 2011 року становило 268 осіб.
Динаміка чисельності населення поселення:

## Клімат
Середня річна температура становить 15,35 °C, середня максимальна – 30,59 °C, а середня мінімальна – 0,89 °C. Середня річна кількість опадів – 962 мм.
| Клімат поселення                              | Клімат поселення | Клімат поселення | Клімат поселення | Клімат поселення | Клімат поселення | Клімат поселення | Клімат поселення | Клімат поселення | Клімат поселення | Клімат поселення | Клімат поселення | Клімат поселення | Клімат поселення |
| Показник                                      | Січ.             | Лют.             | Бер.             | Квіт.            | Трав.            | Черв.            | Лип.             | Серп.            | Вер.             | Жовт.            | Лист.            | Груд.            |                  |
| Середній максимум, °C                         | 9,78             | 11,16            | 15,08            | 18,66            | 24,02            | 27,79            | 30,59            | 30,31            | 25,06            | 20,02            | 14,67            | 10,83            |                  |
| Середня температура, °C                       | 5,33             | 6,70             | 10,62            | 14,22            | 19,55            | 23,34            | 26,08            | 25,80            | 20,56            | 15,52            | 10,17            | 6,34             |                  |
| Середній мінімум, °C                          | 0,89             | 2,25             | 6,16             | 9,76             | 15,10            | 18,88            | 21,58            | 21,30            | 16,06            | 11,01            | 5,66             | 1,84             |                  |
| Норма опадів, мм                              | 91               | 81               | 81               | 83               | 66               | 56               | 42               | 54               | 77               | 104              | 121              | 106              |                  |
| Середньомісячна швидкість вітру, м/с          | 2.25             | 2.62             | 2.88             | 2.62             | 2.33             | 2.16             | 2.23             | 1.98             | 2.08             | 2.06             | 2.52             | 2.59             |                  |
| Середньомісячна сонячна радіація, кДж/м²·день | 5600             | 8256             | 12041            | 16333            | 20109            | 23077            | 24803            | 21886            | 16257            | 10613            | 6107             | 4719             |                  |
| --------------------------------------------- | ---------------- | ---------------- | ---------------- | ---------------- | ---------------- | ---------------- | ---------------- | ---------------- | ---------------- | ---------------- | ---------------- | ---------------- | ---------------- |
| Джерело:                                      |                  |                  |                  |                  |                  |                  |                  |                  |                  |                  |                  |                  |                  |